# Hippe (Gebäck)

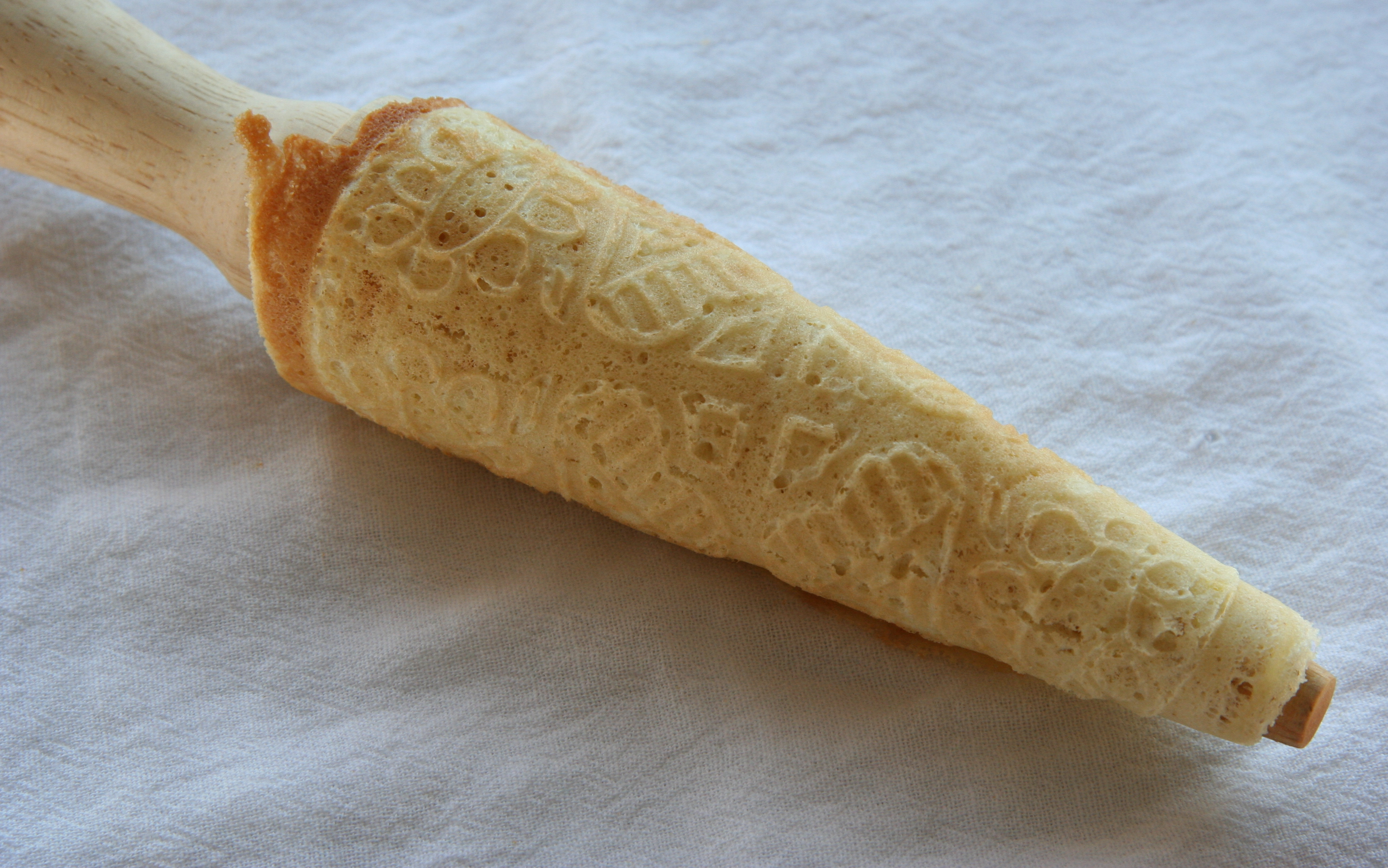
Auf einer hölzernen, konischen Form gerollte Hippe

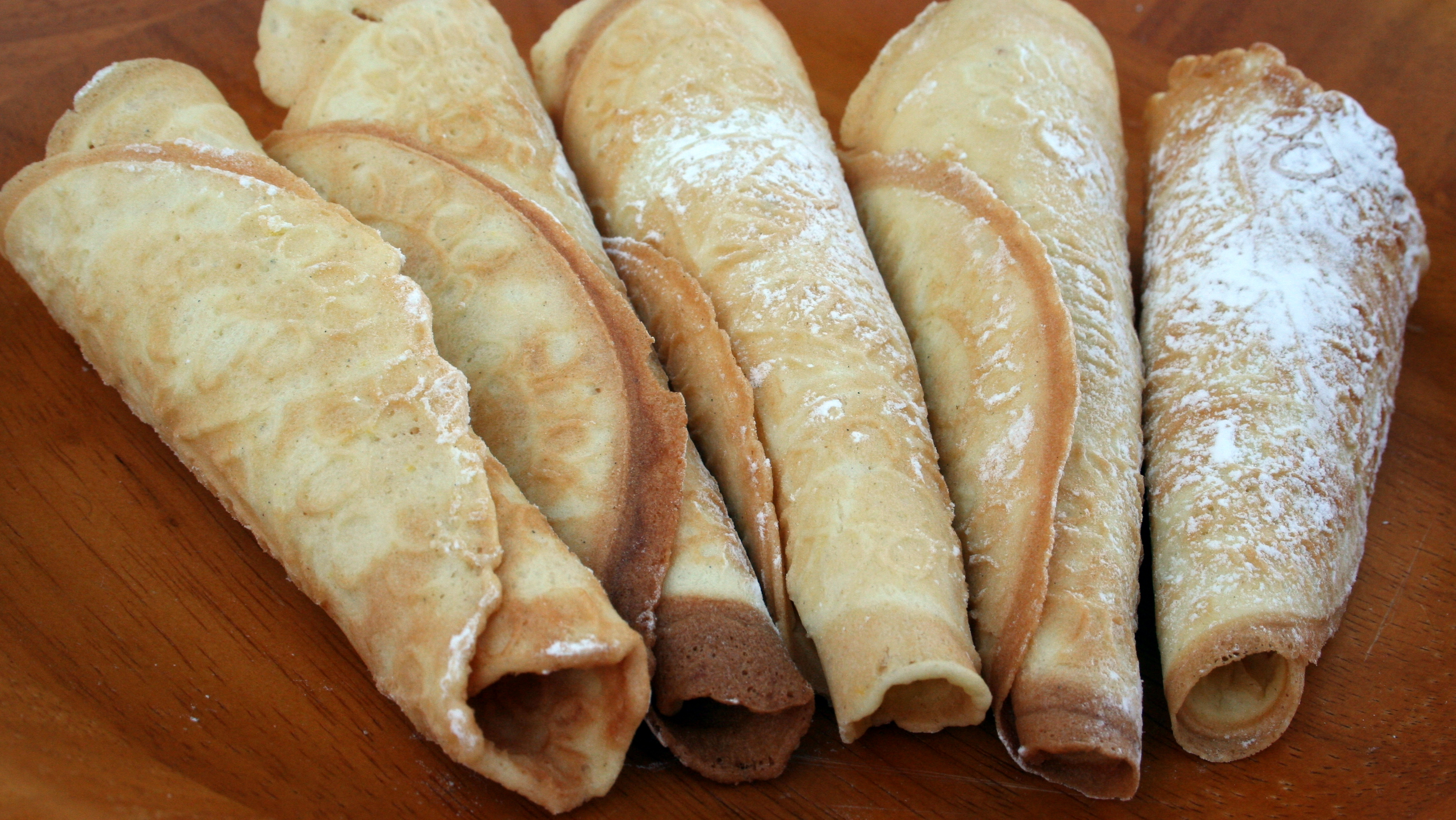
Fertige Hohlhippen, teilweise mit Puderzucker bestäubt

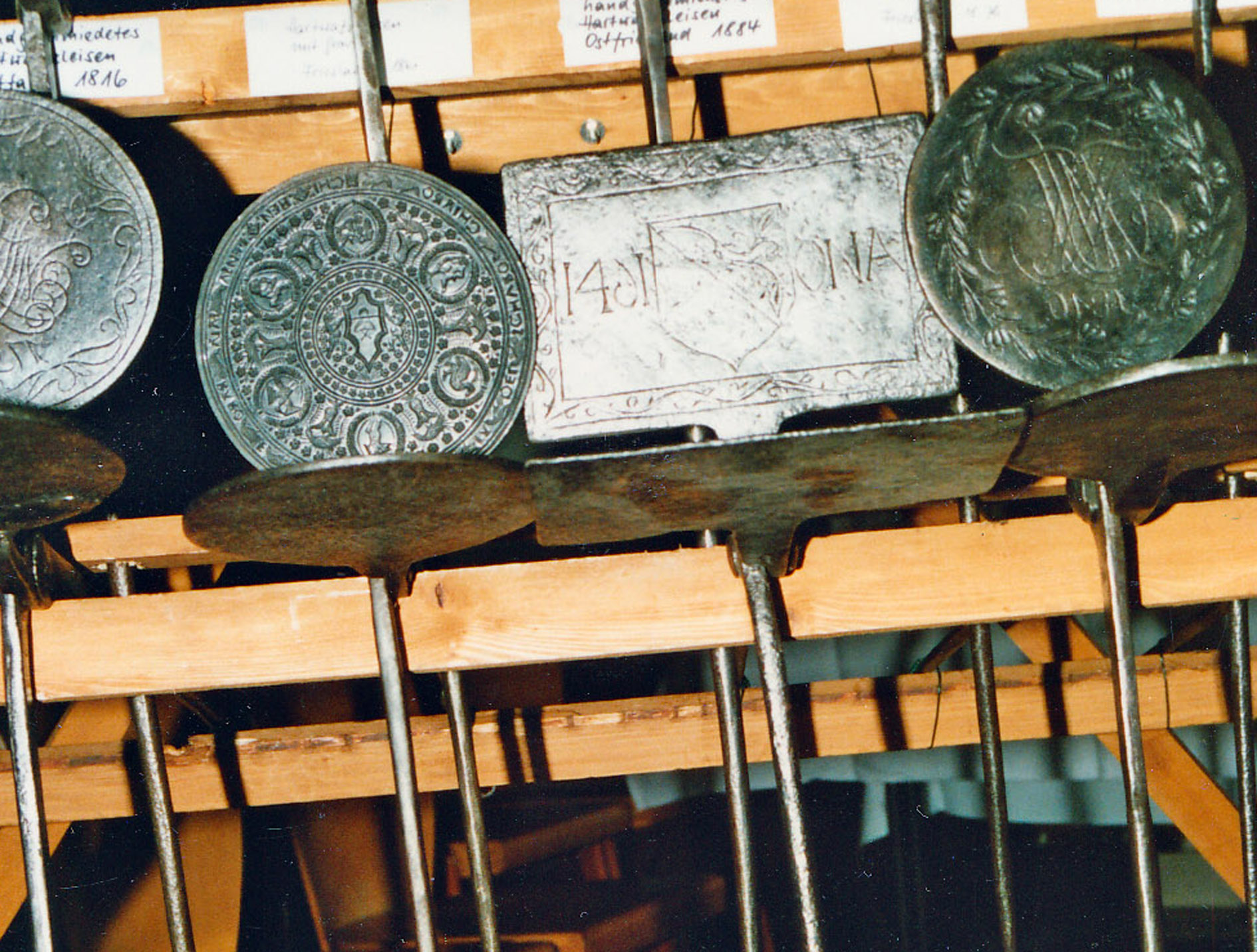
Hippeneisen oder Eiserkucheneisen, von links: norddeutsch 1781, Nizza/Korsika um 1400, Elsass 1641, Hannover 1810

Hippen (spätmittelhochdeutsch hipe, ursprünglich vielleicht „dünnes Gebäck“) sind Gebäcke aus einer weichen makronenähnlichen Masse (Hippenmasse), die sehr dünn ausgestrichen wird. Die Hippenmasse kann aus Marzipanrohmasse, Zucker, Eiklar, Mehl und Milch oder Sahne bestehen. Gewürzt wird die Hippenmasse u. a. mit Vanille, Zimt, Arrak, Zitrone, Anis, Kardamom oder Süßwein. Häufig findet auch eine Aromatisierung und Färbung mit Kakaopulver statt. Nach dem Auskühlen wird die Masse fest und ergibt ein splittrig mürbes Gebäck. Die Besonderheit der Hippenmasse liegt in ihrer Verarbeitung, denn sie kann nach dem Backen heiß geformt (gerollt oder gebogen) werden, weil das Gebäck erst nach dem Abkühlen fest wird.
Typische Produkte sind Eiswaffeln (sogenannte „Eishörnchen“), Hippenrollen, Schlotfeger, Teegebäcke und Verzierungen. In der Konditorei wird Hippenmasse außerdem zu Böden, Decken und Dekor verarbeitet. Als Körbchen geformt werden sie in Eisdielen für Eisbecher und in der Küche für Desserts verwendet. In Keks- und Waffelmischungen sind Hippen gefüllt und ungefüllt erhältlich, wobei sie oft in Schokolade, Fettglasur oder Kuvertüre getunkt werden.

## Herstellung

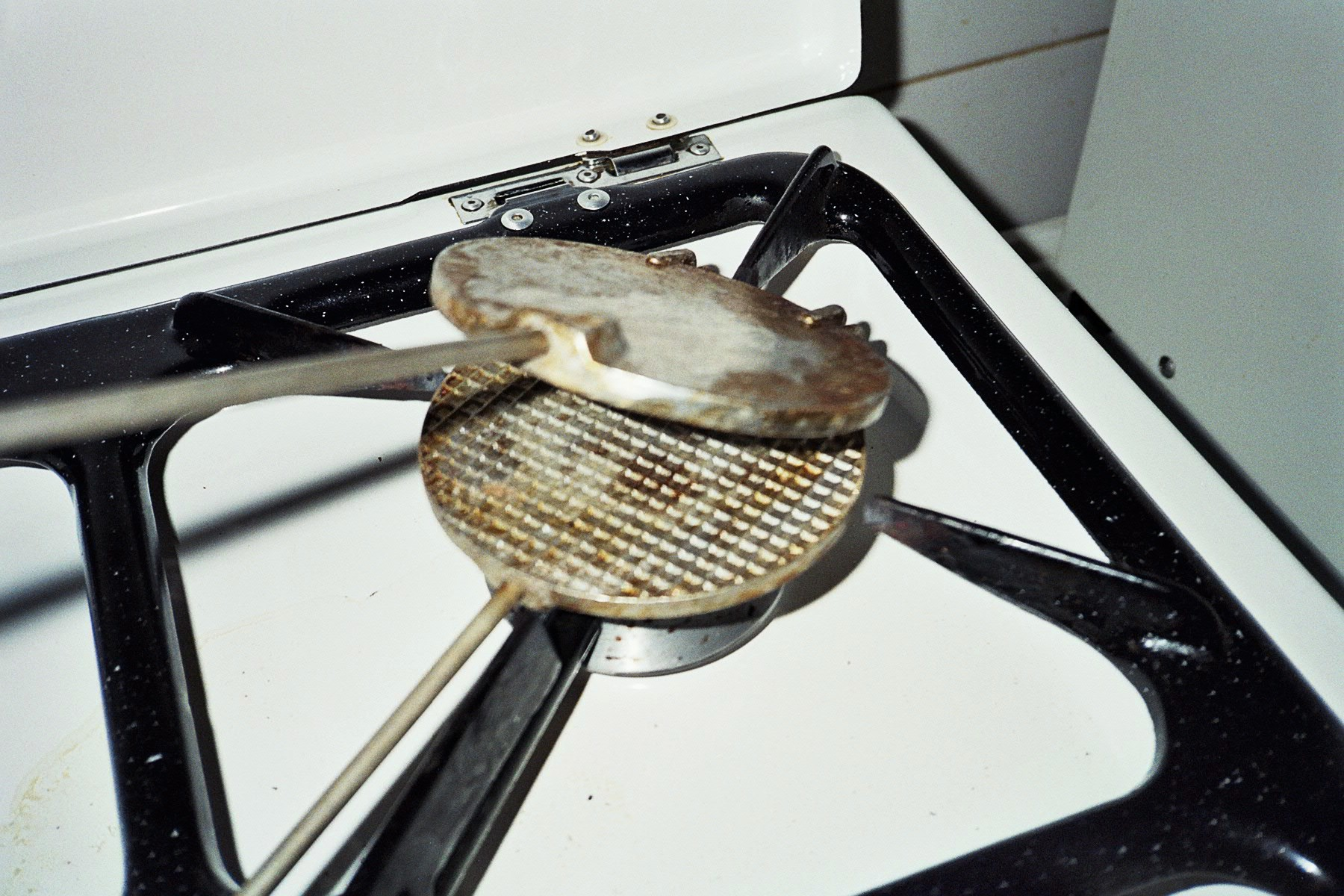
Modernes Neujahrskucheneisen über dem Gasherd.

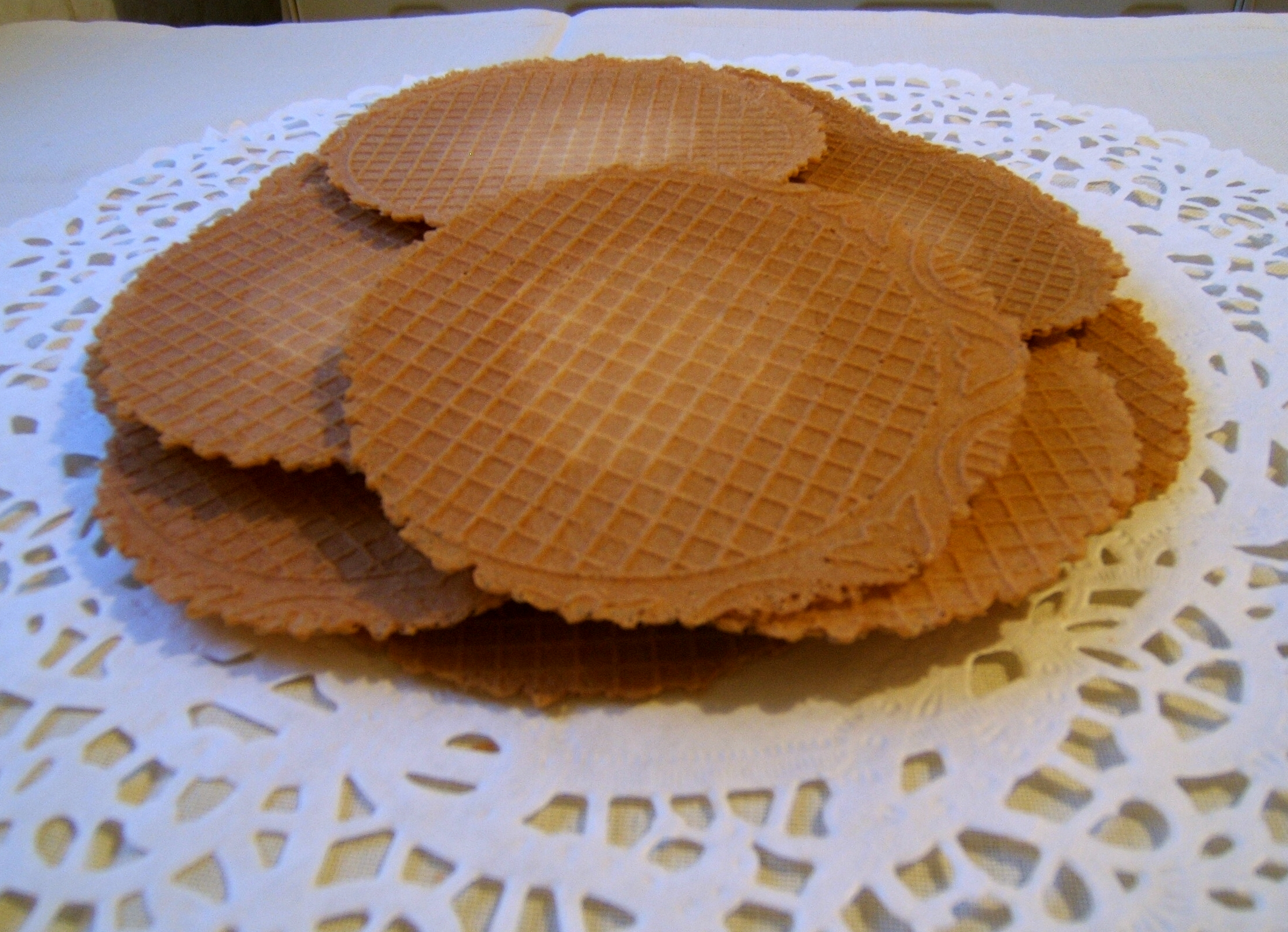
Niederländische Knieperties

- Klassische Methode: Der Teig wird in Schablonen auf einem gefetteten Blech aufgetragen und nach dem Backen geformt. Der gebackene Teig kann aber auch nach dem Backen portioniert werden, zum Beispiel mit einem Tortenteiler für Tortendekor.
- Industrielle Methode: Maschinell werden Hippen in Backautomaten hergestellt, bei denen stark zuckerhaltiger Flüssigteig bandförmig auf eine rotierende beheizte Backtrommel oder einen Backring aufgegossen wird. Nach dem Backvorgang wird das heiße flexible Teigband durch ein Abstreifmesser von der Backoberfläche abgenommen und anschließend in einer Rollvorrichtung um einen Rolldorn zu einer Hippe gewickelt. Diese wird dann mittels eines automatisch ausgelösten Messers auf die gewünschte Länge geschnitten und gelangt über eine Rutsche auf ein seitlich der Maschine befindliches Förderband, das die Hippen zur weiteren Verarbeitung transferiert (Schokoladeüberziehanlage oder Verpackung). Sollen die Hippen z. B. mit Schokolade gefüllt werden, so erfolgt das Füllen während des Rollvorganges durch den hohlen Rolldorn. Maschinen für die großindustrielle Produktion können einen Backringdurchmesser von über 2 m und bis zu acht Rollvorrichtungen mit einer Kapazität von insgesamt bis zu 40.000 Hippen pro Stunde haben.
- Methoden im Haushalt: Im Haushalt werden Spezialitäten nach der klassischen Methode gebacken, aber auch spezielle Waffeleisen verwendet.

## Regionale Varianten
Hippen, auch Hohlhippen (in Österreich verbreitet) oder Hüppen, werden in der Fachliteratur Hippengebäck genannt. Regional existieren verschiedene Varianten und Bezeichnungen, wie Neujahrshörnchen, Neujahrskuchen, Krüllkuchen, (plattdeutsch: Rullerkes, Neeijahrskook oder auch Krüllkoken), Klemmkuchen, Eiserkuchen oder Piepkuchen. Aus dem 16. Jahrhundert stammen die ersten Beschreibungen von Waffelrollen. Sie wurden in den Küchen einiger Klöster hergestellt, bzw. die Kuchen zu Rollen geformt.
Für die regionalen Varianten, die zu Hause gebacken werden, existieren verschiedene spezielle Waffeleisen.

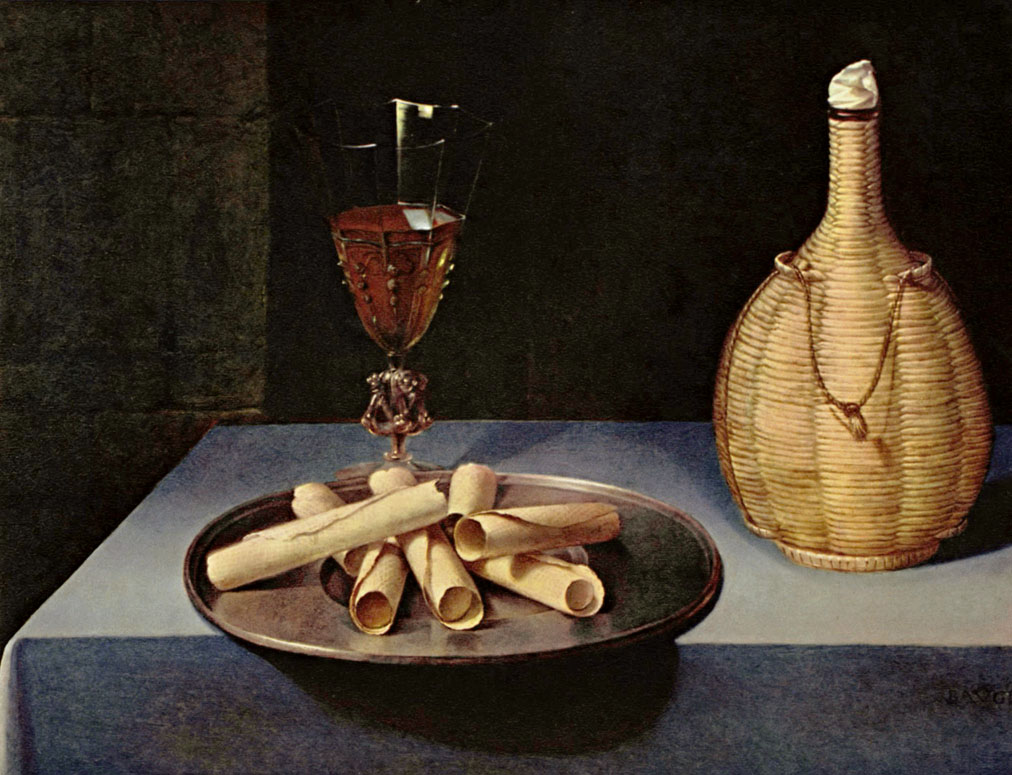
Lubin Baugin: Der Nachtisch (17. Jahrhundert)

### Hüppen
Hüppen sind Waffelröllchen, die in der Schweiz insbesondere im Thurgau und in und um Zürich hergestellt werden. Die Hüppen werden meist mit einer Schokoladenmasse gefüllt. Bereits vor 400 Jahren sollen die Hüppen erstmals hergestellt worden sein.

### Neujahrshörnchen

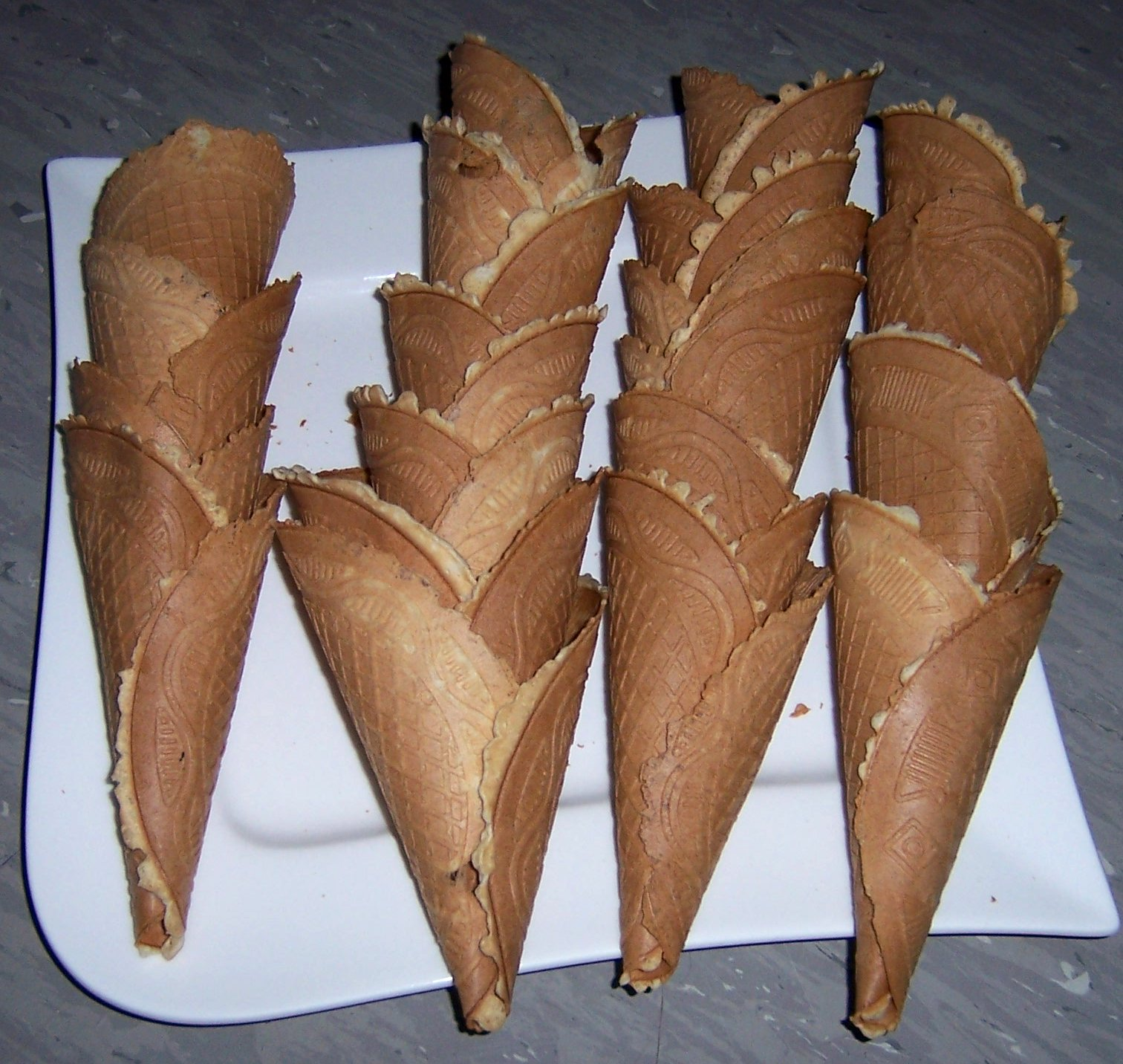
Neujahrskuchen in Hörnchenform

Das Neujahrshörnchen bzw. der Neujahrskuchen (plattdeutsch: Rullekes, Neeijahrskook/-kouken oder auch Krüllkoken) ist ein süßes Gebäck, das man in Norddeutschland, besonders im Emsland und in Ostfriesland, traditionell zum Neujahrstag zubereitet und am Neujahrstag isst. Das Neujahrshörnchen besteht aus einer zum Hörnchen geformten, harten Waffel (Hohlhippe), in die geschlagene Sahne gefüllt werden kann. Der Teig enthält das selten in Süßspeisen verwendete Kardamom und wird mit speziellen Waffeleisen gebacken und dann über ein Rundholz zur Röhre gerollt.
Im Emsland und der Grafschaft Bentheim wird der Teig des Gebäcks – hier Neujahrskuchen genannt, an der Grenze zum Münsterland auch Eiserkuchen und im Rheinland Neujährchen – nicht mit Kardamom, sondern mit Zimt und flüssiger Vanille, aber auch mit Anis statt Zimt, verfeinert. Die Spezialität wird oft in der gesamten Weihnachtszeit gebacken.
In Monschau sind die nach ähnlicher Rezeptur hergestellten Monschauer Dütchen seit Mitte des 19. Jahrhunderts eine Spezialität, die inzwischen gerne von Touristen gekauft wird.

### Piepkuchen
Im Münsterland ist eher die Bezeichnung Piepkuchen geläufig. Dabei ist der verwendete Teig nahezu derselbe, jedoch die Zubereitung unterscheidet sich. Das Gebäck wird dabei selten nach dem Backen gerollt, sondern in der platten, runden Form belassen. Häufig steht hierbei auch das Ritual „Piepkuchen backen“ im Vordergrund, wo traditionell die Gebäckstücke auf offener Flamme mit antiken Waffeleisen ausgebacken werden. Beim Zusammendrücken der beiden Waffeleisen erzeugt der Teig dabei ein hohes Fiepgeräusch – daher der Name.

### Klemmkuchen

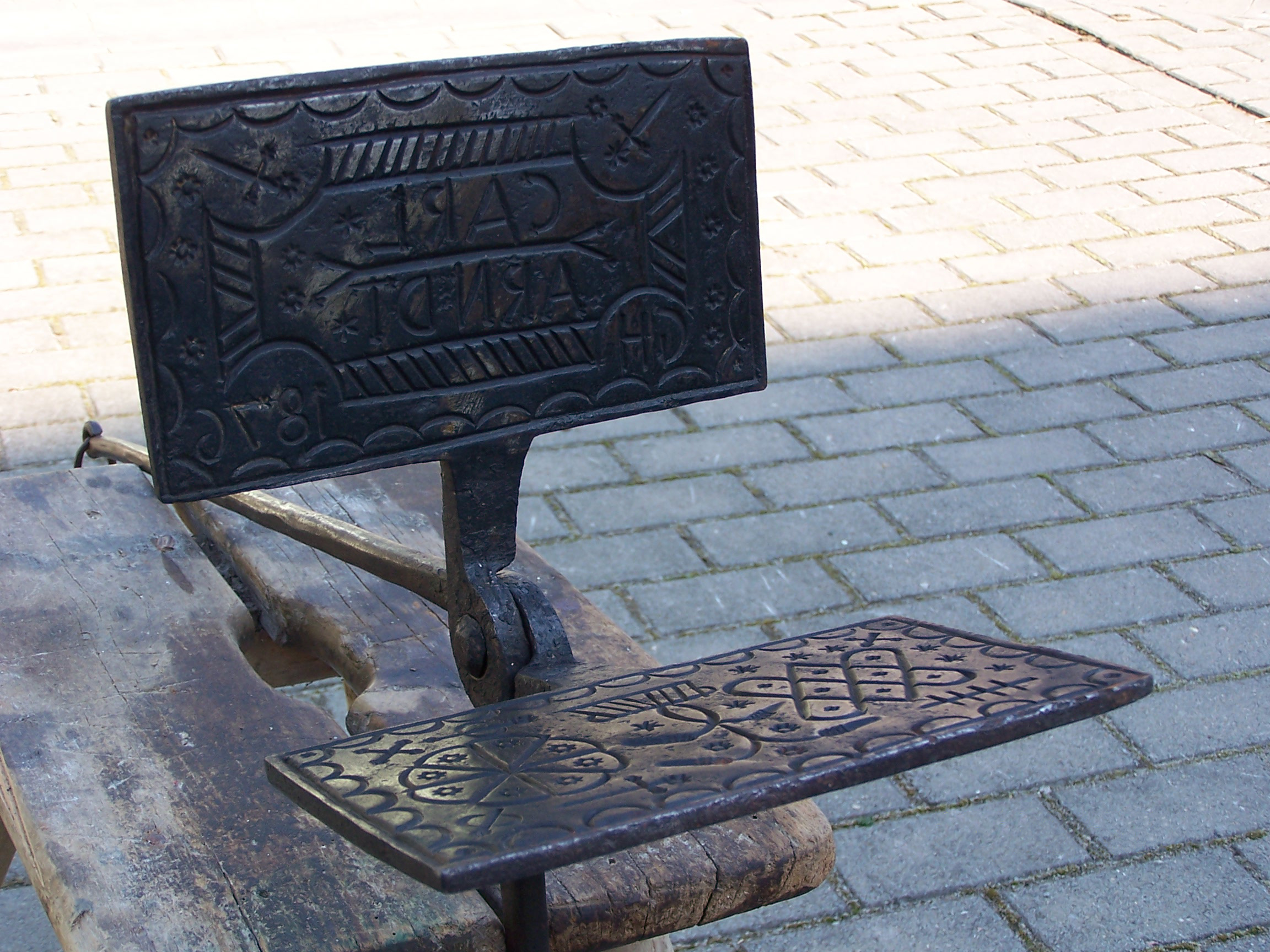
Traditionelles Klemmkucheneisen aus dem Fläming; hier von 1876

Der Klemmkuchen ist eine regionale Spezialität der Brandenburgischen und Sachsen-Anhaltischen Küche im Fläming.
Diese Mehlspeise brachten die flämischen Einwanderer, die im 12./13. Jahrhundert nach der Gründung der Mark Brandenburg durch Albrecht den Bären im Jahr 1157 in hoher Zahl den Höhenrücken östlich der Elbe besiedelten, in den Osten Deutschlands. Bis in das 19. Jahrhundert hinein bestimmte das Brauchtum der Siedler die kulturelle Identität des nach ihnen benannten Flämings zu einem hohen Teil mit.
Die waffelartigen Klemmkuchen werden noch heute bei größeren Familienfeiern wie Taufen oder Hochzeiten und insbesondere zur Fastnacht nach traditioneller Art im Klemmkucheneisen auf offener Flamme gebacken. Während der ursprüngliche Teig aus Roggenmehl, Wasser, ausgelassenem Speck und Salz bestand, fallen die Zutaten heute deutlich üppiger aus. Butter und Zucker fehlen selten bei den einst platten Kuchen, die inzwischen oft zu Tüten gerollt und mit Sahne gefüllt werden.
Das Backen der Kuchen ist Schwerstarbeit, da die bis zu 4 Kilogramm schweren Zangeneisen während des Backens zusammengedrückt, also „geklemmt“ werden müssen. Die flachen Backeisen sind auf den Innenseiten mit feinen Mustern, Ornamenten und Signets verziert, deren kunstvolle Abdrücke jedoch nur in den traditionellen platten Kuchen sichtbar und bei den modernen gerollten Kuchen verdeckt sind. Die Klemmkucheneisen, nach denen die Süßspeise früher auch Eiserkuchen hieß, zählen selbst zu den Kulturgütern des Landstrichs – kaum eine Braut ging ohne „Klemmeisen“ in die Ehe. Häufig gehörte daher auch die Jahreszahl der Herstellung beziehungsweise der Eheschließung zu den Verzierungen auf den Innenseiten der Eisen.
Rund achtzig dieser Eisen zeigt das Heimatmuseum in Dahme, darunter das älteste bekannte Exemplar aus dem Jahr 1571. Die älteste schriftliche Überlieferung des Begriffs Eisenkuchen stammt aus dem Jahr 1477. Dabei bestanden nicht alle Zangen aus Eisen, denn die besonders begüterten Fläminger sollen ihre Küchen gelegentlich mit Klemmeisen aus Bronze geschmückt haben.
Im Jahr 2024 wurde das Klemmkuchenbacken im Fläming vom Brandenburger Kultusministerium zum immateriellen Kulturerbe Brandenburgs erklärt.

### Crêpe-dentelle
Eine traditionelle bretonische Dauergebäckspezialität sind die Crêpes-dentelles. Die französischen Waffelröllchen werden hauchdünn gebacken und ofenwarm eng aufgewickelt. Eine Variante sind die mit Zartbitterschokolade überzogenen Crêpes-dentelles au chocolat noir.

### Cigarettes russes
Bei den Cigarettes russes, einer französischen Variante der Gebäckröllchen, wird als Zucker Puderzucker und zur Aromatisierung Vanille verwendet. Cigarettes russes sind ungefüllt, werden jedoch teilweise an den Enden mit Schokoladenmasse überzogen.